# アイドル映画
アイドル映画（アイドルえいが）は、日本においてアイドルを主演とする映画である。似た言葉に歌謡映画があるが、歌謡映画が流行りの歌謡曲をモチーフに作られた映画に対して、アイドル映画は例外もあるが、曲をモチーフにはしないケースが多い。曲をモチーフにしない映画を歌謡映画とは呼ばないため、この点では歌謡映画とは異なると言える。近年では「歌謡映画」より「アイドル映画」の方が使用されるケースが多い。
2021年2月16日から4月24日まで、国立映画アーカイブで開催された「1980年代日本映画――試行と新生」では、「日本が経済大国となり、消費社会が到来した1980年代。映画にもさまざまな変化が訪れました。1970年代に始まる大作化の流れが一層顕著になる一方、若年観客向けのアイドル映画やアニメーションがヒットし、新たな企業やプロダクションが映画作りに参加、何よりも新しい才能が続々とデビューを飾りました。映画界のこうした構造変化は、現在にまで影響を及ぼす重大なものだったと言えるでしょう」などと「アイドル映画」がアニメーションとともに1980年代の日本映画を特徴付けるエポックであったと紹介された。
評論家の中川右介は、「アイドル映画は、そのアイドルがスクリーンに映えることを唯一最大の目的とする映画である。テーマもストーリーも台詞も音楽も二義的なものになる。いかにアイドルファンを1時間数10分の間、至福の時に浸らせるかに全てがかかり、逆に言えば、そのアイドルのファンでない者にとっては耐えられない作品になるのも覚悟しなくてはならない」等と論じている。
映画監督である澤井信一郎は「アイドル映画というのは外側の人が名付けたジャンルでね。撮る方にとっては少女を主役にした青春映画であって、それをたまたまアイドルが演じているだけのことなんです」等と述べている。高齢者をあまりアイドルとは呼ばないため、ヤングが演じる「アイドル映画」は大抵が青春映画になる。2021年9月に澤井が亡くなったときの追悼記事で澤井を「演技も未熟なアイドルを主演にヒット映画を作り続けた」と論じた記事もあった。
おなじく映画監督の金子修介は「僕の子供の頃だと、歌手でもなんでもスターって言ってたんです。それが1970年頃からアイドルっていう言葉が、『あまり熟練してない俳優や、歌手』の言い換えでアイドルっていう風に言われてきて。アイドル映画は一般にはもしかしたら低く見られてるかもしれないって背景にはアイドルっていうのは、何でもやるけど、でもそれは本格的ではないっていう、そういうニュアンスがあるのでは」等と述べている。
映画評論家・増當竜也は「アイドル＝偶像、映画もまた偶像である以上、すべての映画は観客個々がそれぞれのアイドル性を見出し得る『アイドル映画』だと言えるかもしれない」等と、同じく映画評論家・大高宏雄は「アイドル映画は日本固有の文化。姿を変えて生き残る」等と論じている。

## 概説
「アイドル映画」を説明する場合、1970年代の郷ひろみ・西城秀樹・野口五郎の新御三家、森昌子・桜田淳子・山口百恵の花の中三トリオや、それ以前の1960年代のグループ・サウンズ、吉永小百合、橋幸夫、舟木一夫、西郷輝彦の御三家、加山雄三、内藤洋子、酒井和歌子、関根恵子らの主演映画を含めて説明されることが多く、多くの主演映画がある美空ひばりを「元祖アイドル」と紹介した記事や、増當竜也は「"アイドル映画"は、「高峰秀子の『秀子の応援団長』（1940年）など戦前から存在していた」などと論じ、『映画情報』1985年1月号には「アイドル映画というのは昔のスター映画なんだよ」という記事が見られ、「アイドル映画」を「スター映画」と同義と見なせば、日本初の映画スターといわれる尾上松之助の映画も「アイドル映画」と呼べなくもなく、それでは日本映画草創期から「アイドル映画」は存在したということにもなる。他の映画のジャンルがいつから呼ばれるようになったかはっきりしないのに比べて、「アイドル映画」という言葉自体は、1982年に生まれたものである。「アイドル映画」は1980年代に製作された作品を中心に語られることが多い。したがって、「アイドル映画」という、2022年の今日では普通に使われることの多い言葉は、その誕生以降、どのように人口に膾炙したのかはっきりしているため、本項においては特に1980年代以降から今日までの映画を中心に詳述する。

## 言葉の初出
「アイドルの映画」でも「アイドル主演の映画」でもなく、「アイドル映画」という言葉の初出は、『シナリオ』1982年1月号で、「アイドル映画の流れと『グッドラックLOVE』『すっかり…その気で!』『セーラー服と機関銃』」という記事だった。執筆者は寺脇研であるが「アイドル映画」という言葉を寺脇が考えたのか、『シナリオ』編集部が考えたのかは分からない。文献に見られる最初の使用例はここで、これ以前の使用は見つからない。寺脇は2020年に『昭和アイドル映画の時代』という書を出版しているが、このことについては同書の中で触れず、まえがきで「アイドル映画という言葉が使われるようになったのは、どのあたりだろうか」と書き、とぼけているのか、謙遜しているのか、ちゃんと調べてないのかわからないが、「アイドル映画」という言葉の"生みの親"は寺脇と考えられる。翌月の1982年2月号『映画ジャーナル』で、東映の岡田茂社長がインタビューで、薬師丸ひろ子主演・相米慎二監督の角川映画・キティ・フィルム製作の『セーラー服と機関銃』を棚ぼたで東映が配給し、メガヒットになったことに対して、「率直に言って配収12億円あがったら大成功...営業部は早くから10億円は来るでしょうと言っていた。封切間近に前売りに火がついたものだから12億円は固いですよと言い始めたがそんな程度だった。東宝の松岡功社長などもこの種のアイドル映画には10億の大きな壁があると言っておられ、ああそうだろうなと思ってたんですが、まあこれが19億円いっちゃったんだからねえ...」などと述べており、この岡田の話をそのまま受け取れば、東宝の松岡功が言ったのかも知れない。当時の映画人が話していた言葉を『シナリオ』が採用したのかも知れない。

## 言葉の生まれた背景
芳賀書店から1974年から1985年まで『シネアルバム』という前年一年間の日本映画の公開作品を紹介した書が刊行されていた。このうち『日本映画1982 '1981年公開映画全集 シネアルバム(82)』は、1981年に公開された日本映画の紹介であるが、1981年の映画状況について、山根貞男がかなり辛辣な意見を述べ、攻撃対象は、薬師丸ひろ子主演の『セーラー服と機関銃』、真田広之主演の『燃える勇者』、松田聖子主演の『野菊の墓』を、石原裕次郎の映画や寅さん映画などと比べて論じたものだが、この書が出版されたのは1982年のいつなのかははっきりしないが、15頁に及ぶ長文の中に一度も「アイドル映画」という言葉が使われていないことから、1982年に入ってもまだ「アイドル映画」という言葉は普及していないことがわかり、また「アイドル映画」という言葉は、たのきんトリオや、薬師丸ひろ子、松田聖子、真田広之といったアイドルを主演とした映画が、1981年の映画界を席捲したことに対して、当時の映画人が揶揄的に名付けた言葉と見られる。「アイドル映画」という言葉の誕生の切っ掛けとなった作品名を具体的に挙げれば、たのきんトリオ主演の『青春グラフィティ スニーカーぶる〜す』（河崎義祐監督）、『ブルージーンズ メモリー』（河崎義祐監督）、『グッドラックLOVE』（河崎義祐監督）の3本と、薬師丸ひろ子主演の『ねらわれた学園』（大林宣彦監督）と『セーラー服と機関銃』（相米慎二監督）の2本、松田聖子主演『野菊の墓』（澤井信一郎監督）などの1981年公開の映画である。
1982年3月19日付けの『読売新聞』では「82シネマ・ニューウエーブ」と題して相米慎二が特集され、この記事の中でも「アイドル映画」という言葉が使われ、相米自身も「アイドル映画にこだわりはない。映画が商売になっている時代ならわがままが言えるけど、この不幸な時代に映画を撮る以上、ちゃんとスタッフを食わせる保証がなければ映画なんて撮れませんよ。ま、割り切って、いまは"小児科映画"に全力投球ってとこかな。次回作はまた小児科だけど、今度は外科に近い小児科。総合病院風にまだまだ精神科や内科も用意してますよ」と今の時代なら問題発言になりそうな表現で「アイドル映画」を説明している。

## 言葉の普及
1982年にはまだ「アイドル映画」という言葉を使った文献はあまり見られないが、1983年には多くの文献で「アイドル映画」という言葉が使用されている。勿論、1982年から1983年にかけて「アイドル映画」が大量に作られたためで、『キネマ旬報』で「アイドル映画」という言葉が使用されたのは、1983年2月下旬号。この記事は、東宝・東映・松竹各社の幹部の対談だが、「アイドル映画」を説明するときは、やはり昔の自社の人気俳優の映画を「アイドル映画」と話し、昔からあったと話している。
大林宣彦は1983年7月16日公開の『時をかける少女』で、原田知世に対する演出について『キネマ旬報』1983年7月下旬号で「アイドル映画」という言葉を使っている。
『映画情報』1983年7月号では映画評論家・八森稔が、「戦後アイドル映画の変遷 美空ひばりからシブがき隊まで」というタイトルで「アイドル映画」を論じており、この文の中で、美空ひばり・江利チエミ・雪村いづみの「三人娘」の初共演映画『ジャンケン娘』の説明に「今ならミュージカルと銘打つところだろうが、当時の呼び名は"歌謡映画"だった」と書いている。この記事は5頁に及ぶが、"歌謡映画"という言葉の使用は1度だけで、後は「アイドル映画」という言葉で統一しているため、この頃から、「歌謡映画」という言葉も「アイドル映画」という言葉に取って代わりつつあることがわかる。八森は「アイドル映画」について「この夏（1983年）、日本映画では前代未聞のアイドル映画合戦が展開される。たのきんトリオ、松田聖子、薬師丸ひろ子、それにたのきんの弟分であるシブがき隊と薬師丸二世といわれている原田知世が相ついでスクリーンに登場、ヤングのごきげんをとりむすぶ。昨年（1982年）の日本映画の配収ベストテンを見てみると、1位が薬師丸主演の『セーラー服と機関銃』と真田広之主演の『燃える勇者』の2本立てで23億円、2位がマッチこと近藤真彦を主役にした『ハイティーン・ブギ』で18億円となっている。『セーラー服と機関銃』と『ハイティーン・ブギ』は共に質的にも良い作品ではあったが、とにかくアイドル映画は強いのだ。そこで柳の下のどじょうを、2匹どころか5匹も6匹も狙ってのアイドル映画の大合戦となったわけだが、そもそも"アイドル映画"となるものが日本映画に登場したのは、いつのことなのか、これがすこぶる曖昧である。"アイドル"なる言葉が映画界に登場したのは、1964年公開のミシェル・ボワロン監督のフランス映画『アイドルを探せ』が最初だったと記憶しているから日本で"アイドル映画"が誕生したのは、それ以降ということになる。その呼び名は違っていても、日本映画には古くから"アイドル映画"は存在した。戦後では、その第1弾が美空ひばり主演の松竹映画『悲しき口笛』（1949年）である」などと論じている。
『シナリオ』は1983年8月号で、中岡京平「シナリオ創作研究-アイドル映画の場合-観客心理と描写技法」という記事を、『キネマ旬報』1983年8月下旬号では「アイドル」の特集が約40頁組まれ、寺脇研が「青春歌謡映画白書」という記事を書き、「アイドル映画」と混在しているが、「アイドル映画」というタイトルでは、竹入栄二郎が「アイドル映画の興収データ」、大林宣彦が「80年代アイドル映画考」、小藤田千栄子が「戦後アイドル映画の変遷」という記事を書いた。
1983年9月17日付け『日本経済新聞』は「大女優、産むぞ育てるぞ―芸能界あげてスター探し。」という記事で、「映画の興行面での今の実際のスターは、たのきんトリオ、松田聖子などのアイドルたちなのだ。例えば東宝の場合、たのきんトリオなどを使ったいわゆるアイドル映画だけで、年間の配給収入の三分の位置を占めてしまっている。中身は単純な青春映画なのに、ファンは群がってくれる。映画館入場者の落ち込みをかろうじて救ってくれたのは、一連のアイドルのおかげと見る向きもあるほど。しかしアイドルのほとんどは歌手あるいはテレビタレントで、専属でないから映画は彼、彼女らの忙しいスケジュールの合間を縫って作るしかない。演技も鍛える暇もなく、質の面はどうしても犠牲になる。「だから、借りもののスターを使ってばかりでは、映画会社の力にはならない」と大手映画会社の幹部はこぼす」等と論じている。
1983年末、映画関係者、興行者に「アイドル映画」という言葉が決定的に認知される事例があった。それは当時、"封切りビデオ"と呼ばれたモノに対して業界が紛糾した事件だった。"封切りビデオ"とは、映画のビデオテープ（今日ではビデオグラムなどと呼ばれ、販売用はセルビデオと呼ばれる）を劇場上映と同時に売り出すビデオを指し、角川映画が1982年12月封切りの『伊賀忍法帖』/『汚れた英雄』の2本を、映画の劇場公開と同時にビデオを発売したのが最初だった。それまではビデオ発売時期については格別な決まりはなかったが、当時全国で2,238館あった映画館の館主が加盟する全興連は、映画公開と同時にビデオを発売するとそれを喫茶店などで放映されたら、劇場に来る観客が減ると心配し、角川映画とビデオを発売するポニーに自粛を要請した。しかし両社は「1本、17,800円もするビデオを、映画で面白さを確かめる前に買う人はいないから、興行には影響しない」と突っぱね、同時発売を強行した。角川映画は当時映連に加盟していなかったため、映連を通じて圧力がかけられなかった。角川映画も2,000本売れれば上々と見ていたが、予想に反して『汚れた英雄』が1年で1万6,000本、『伊賀忍法帖』が5,000本売れた。1983年に入ると『幻魔大戦』『探偵物語』『時をかける少女』なども同じく封切りと同時にビデオを売り出し、当時の劇映画のビデオは、5,000本売れればいいとこだったが、各1万5,000～2万本を売り上げて、邦画メジャー（映連）の東宝も『プルメリアの伝説』と『積木くずし』の"封切りビデオ"を売り出し、東映、松竹もこれに続いた。邦画メジャーの所有、契約する映画館は、基本的に封切館なので、リピーターは勿論減るが、邦画メジャーはそれぞれ自社にビデオ部門を持っており、当時のセルビデオは高く1万5,000円ぐらいしたため、映画館の入場料の10倍ぐらいで、封切り時の観客動員は多少減っても、ビデオが売れれば映画会社にとっては旨味のある商売で、さほど深刻な問題ではなかった。最初から予想されていたことではあったが、当然、名画座など、封切り映画を時期を置いて劇場に掛ける二番館、三番館にとっては死活問題で、これを黙って見逃せるわけはなく、全興連を通じて「封切りビデオで興行収入が落ちた。歯止めを」と映連に善処を訴えてきた。全興連の当時の会長は"業界の裏ドン"こと、山田敏郎で、映連会長が"表のドン"こと岡田茂で、この二人は懇意で、その合意内容は「(1) 封切りビデオはアイドル映画、音楽映画、記録映画だけにとどめ、それ以外の映画ビデオの発売は劇場封切り後6ヶ月以上とする (2) 封切りビデオは映画館内のビデオコーナーだけで売るように努める (3) 話題性のある映画は別途協議する―」などというものだった。この通達で、少なくとも映画関係者、興行関係者には「アイドル映画」という言葉が認知されたものと見られる。
1984年12月6日付け『読売新聞』夕刊は、1985年の正月映画の特集記事で、SF映画・アクション映画と並列して「アイドル映画」を紹介しているため、業界ではこの頃はすっかり言葉として定着したと考えられる。
宇田川幸洋は『すばる』1986年5月号の「アイドルの顔はもう一つのスクリーンである 〔アイドル映画を解く〕」という記事で「アイドル映画」の始まりを1920年D・W・グリフィス監督の邦題『湯仰の舞姫』（『The Idol Dancer』）から説明している。
日刊スポーツ文化社会部映画担当記者・相原斎は、1987年に「アイドル映画」が大量に製作されたのは「文芸ものにアイドルを使うと、原価が3～4億円と安く上がり、そこそこの数字を残してくれるから」と解説している。1987年当時は、採算面では3億円ぐらいの配収があればペイ出来るようになった。また1980年代前半は、例えば映画監督は、映画製作時に契約する監督料だけが支払われるだけだったが、1980年代半ばぐらいから、急速にビデオテープレコーダが普及し、ビデオがよく売れるようになったため、二次利用、三次利用時の版権が整備されていき、制作段階でビデオ化権料やテレビ放映権料が監督の懐に入るようになり、1987年頃はビデオが3万本売れると監督に印税が1000万円程度支払われた。森田芳光監督が1982年10月公開のシブがき隊主演で『ボーイズ & ガールズ』を撮った頃は「アイドル映画」を撮ることを嫌がる監督も多かったされるが、先述のように「アイドル映画」は"封切りビデオ"として、映画公開と同時にビデオ化されるケースが増え、ビデオもよく売れることから、森田は『週刊宝石』1987年6月5日号の横山やすしとの対談で、「いま（1987年頃）は、C級の監督でも、銀座で飲める時代ですよ」等と話し、1987年頃は「アイドル映画」を積極的に撮りたがる監督も増えたと話している。
増當竜也は2014年の『1980年代の映画には僕たちの青春がある』という書で、「80年代アイドル映画とは何だったのか」という記事を書き、「富田靖子の『アイコ十六歳』や、鳥居かほりの『グリーン・レクイエム』などを撮った今関あきよしや、有森也実の『星空のむこうの国』や、中嶋朋子の『四月怪談』などを監督した小中和哉といった、当時の自主映画出身の若手監督作品の多くは、アイドル映画というよりも美少女映画といった呼称の方がしっくりくるのはなぜだろう。ここにはアイドルと美少女、そして萌えといったものの微妙かつ確実な差異が感じられるのだが、その点、彼らの師匠的存在でもある大林宣彦や、澤井信一郎監督といった、80年代アイドル映画を大きく牽引していった達人たちの作品が、それらの諸要素をすべてひっくるめながら展開させている事実にも驚かされてしまう」等と論じている。

## アイドル映画の位置づけ
1983年7月2日に『プルメリアの伝説』が公開された際、同作の主演・松田聖子は、記者会見で「アイドル映画と呼ばれないようにがんばる」と言った。この発言は「アイドル映画」が当時は普通の映画より下に見られていたことを指す。同様に吉川晃司は1984年に映画『すかんぴんウォーク』でデビューする際、撮影現場でまだデビュー前の新人なのに監督の大森一樹に盛んに「アイドル映画にはしないで下さい」と突っかかったと言われており、当時のアイドルは「アイドル映画」という名称に耐えられず、自分たちが主演する映画は「アイドル映画」ではないと主張した。1987年8月に『イタズ 熊』が完成した際の桜田淳子が当時の映画誌のインタビューで、1970年代に自身が出演した映画を振り返り、以下のように述べた。―（インタビュアー、―以下同）アイドル歌手の時代は大変だったでしょうね。桜田（以下、桜田）「ええ、量的には大変でしたね、数をこなすのに、寝る時間もセーブして」 ―毎日、過密スケジュールで…。 桜田「いくら身体があっても足らないぐらいに。好きだから出来たじゃないですか。暗示にかけてやってました。ふつうのOLの仕事とは違いますからね。いちおう、芸術に携わってるわけですから（笑い）、そこらへんは誇りを持って、それを支えにやってきました」 ―アイドル時代にも何本か映画に出演なさってますね。 桜田「ええ。青春ものと言われる作品ですけど」 ―そのころの映画出演というのは、どんな感じですか。 桜田「単なるアイドル映画というのかな。人気があるがゆえの人集め、人寄せに利用しようという企画だったと思いますけど、そのへんのことは勿論、やってる本人も分かっていました。でも、歌手芝居といわれる芝居はやりたくないなと、いずれ本ものの役者になりたいんだからここで少しでも経験を積んでおきたいと、心の底では考えていましたので、それなりに一生懸命やっていました。だけど、どうしても流れ作業になりますから、結果はなかなか思うようにはいきませんでした」等と話した。

## 以降の流れ
「アイドル映画」という言葉は1980年代に普及していったが、まだ今日のように完全定着には至らず、四方田犬彦は同じ1983年11月号の『ユリイカ』で「総展望＝現代日本の美術 『いつか見た光景』ー大林宣彦論」という記事で、「アイドル映画」と呼ばず、「80年代に入って（大林宣彦が）撮った一連の"少女映画"…」と述べている。これに続く記述では「薬子丸ひろ子の…身体を着せ替え人形以上の水準に…」などとユリイカ編集部は誤植までしている。『映画情報』1985年1月号の記事に「とにかく1985年は、いわゆるアイドル映画に溢れている。もっとも、若いスターはみんなアイドルと呼ばれちゃうから、アイドル映画というのが、昔のスター映画なんだよね。映画界が斜陽した1970年代に映画界はスターもキャストも育てず、かつての有名スターを起用することでギャンブルを少しでも小さくしようとしていただけなんだから、その後に出て来た人たちはみんな音楽界が、育てたタレントになっちゃった。これすなわち、アイドルというわけだ」と書かれている。『週刊宝石』1986年4月11号では「セーラー服と女優たち」という記事が組まれたが、副題は今なら「発掘！日本アイドル映画史」かも知れないが、この号の副題は「発掘！日本青春映画史」であった。
『シティロード』1985年2月号で「特集ザ（★）アイドル映画 THE IDOL MOVIE」という5頁に亘る特集を組んだ。執筆は同誌編集部と野村正昭、出口丈人、宇田川幸洋。冒頭に写真に載るのは吉川晃司、松田聖子、中森明菜、近藤真彦、チェッカーズ、少女隊、シブがき隊の6人（6組）。記事の説明は「年に数本作られるのがベースだった"アイドル"映画が、85年は映画界全体の主流にもなりそうな勢いだ（中略）そもそもアイドルとは何なのか?馬鹿馬鹿しく単純に見えて実は複雑怪奇なこの問題にわずかながら接近を試みたこの小特集、果たして世紀末の世相が浮かび上がりますかどうか」と書かれている。最初に井筒和幸、和泉聖治、大林宣彦、西村潔、西河克己の5人の監督に「私のアイドル映画論」「私ならアイドル映画をこう撮る」「使ってみたいアイドル・タレント」の3つの質問に対して井筒は「ボクは一般映画になってから、ずぅーっとアイドル映画を撮ってきました。でも、特に区別はしていません。これからも大アイドルモノを撮っていきます」「女の子のアイドルモノは、いつも妹のような思いで撮らないと、活動写真に心がこもりません。手の離れた恋人と思ってやると、必ず映画は片寄り、ファンの気持ちを無視したモノになってしまう。素晴らしい娯楽映画というのは客も作り手もアイドルというのをつい忘れてしまった時です」などと、和泉は「当然乍らアイドルファン以外の若い観客層を引き寄せる映画の面白さと見せ場がなくてはいけないと思う。1500円を払って観る人たちを裏切りたくない」などと、大林は「いわゆるアイドル映画と呼ばれる少年少女を主人公にした映画をたくさん作っていますが、小生にとっては、あくまで現在の小生の感情を表現するのに、より"センシティーブ"な素材として少年少女を起用しているわけです。青春映画は大人のためにこそある、そしてやがて大人になるべき少年少女のためにこそある」などと、西村は「映画は、いろんな意味で魅力的でなければ、これからの観客は観に来てくれないと思いますので、その魅力の一つとして、時のアイドルに登場してもらうのは大賛成です」などと、西河は「アイドル映画というものについて特別な定見を持っておりませんので、悪しからず」と述べている。野村正昭は「歴代の『伊豆の踊子』にみるアイドル映画の系譜」というタイトルでそれまで映画で6人の女優が演じた『伊豆の踊子』を「アイドル映画の系譜」の例えとして紹介しているが、同作は20年以上映像化がないため、今日のアイドル映画の特集では『時をかける少女』あたりが例えで紹介されることが多い。出口丈人は「"アイドル"と"ヤングアダルト"の相違 日本と欧米の比較」というタイトルで日本と欧米のアイドルの捉え方の違いを論じ、欧米のアイドルには"ヤングアダルト"という言葉を使用し、「日本のアイドルたちは『ペーパー・ムーン』のテータム・オニールや『プリティ・ベビー』のブルック・シールズ、『タクシードライバー』のジョディ・フォスターのような大人のドラマの中でそれなりの重要な役を持った子役でもなく、ジャクソン5のころのマイケル・ジャクソンのように大人顔負けの芸を見せるわけでもない。素人っぽいリアリティでとりあえず同世代の受け手が対等な立場で共感を持つ存在として扱われる。特徴的なことは大人までもが彼らをもてはやすという点にある。役者としての基本的な条件を大人の目で批判する視点が社会全体としてかき消されて大衆的な人気だけが残る。だからといって我々は決してアイドルたちをヘタがどうか分からず見ているのではなく、逆にヘタを承知で接している。批判したり、冷たい態度で接するのではなく、むしろ子供に対するように、というよりまるで人形遊びをするように未熟なものを愛でる」などと欧米の映画はアイドルが先にいて映画が作られることはない、などと論じている。野村正昭は「映画全盛期にあっては、アイドル映画は、単に一つのジャンルに過ぎなかったが、安い製作費で場合によっては爆発的にヒットする可能性があるとして、現在（1985年）はほぼ日本映画の主流にさえなってきた。職人監督が手慣れた演出で、築き上げてきたアイドル映画の約束事は、大物監督や若手監督たちが手掛けることによって、大きく変化し、映画の一つの可能性、映画作家たちの自己主張の場として、見直され評価されるようになったきた」「薬師丸ひろ子主演の一連の映画は、手掛ける監督たちの個性と、彼女自身の女優としての可能性が、あらゆる角度から検証され、拮抗し合う緊張感に満ちた場になっている、ますます厳しい状況に追い込まれてきた日本映画界にあって、彼女が主演する作品は、興行的にも作品的にも"超アイドル映画"と呼ばれるべきものかも知れない」などと論じている。
1985年5月15日付けの『読売新聞』夕刊には「『アイドル映画曲がり角』新鮮さを失って 企画力貧困―人材不足― 」という記事が載り、1985年ゴールデンウイークに公開されたチェッカーズの『TAN TAN たぬき』は僅かに健闘したが、他の松田聖子の『カリブ・愛のシンフォニー』が、前年の『夏服のイヴ』配収8億円から配収5億円弱と落ち込み、7週上映予定が5週で打ち切られ、シブがき隊の『バロー・ギャングBC』もコケたと書かれている。不入りの原因はアイドル映画全体が新鮮さを失い、観客に飽きられつつあるからと分析している。1985年の上半期は東宝と東映は、特にアイドル映画とマンガ映画中心のローティーンを組み、大人向けの映画をほとんどやらなかった。これは映画会社が危険負担を避け、営業主導で動いているからで、東宝映画は1984年は『夏服のイヴ』など6本の映画に全額出資したが、年間の収支決算は赤字。下請けに出さずに直接製作すると、人件費などの経費がかさみ映画1本最低5～6億円の原価がかかる。そうなると無難な企画を狙わざるを得ない。映画製作の企画を練るプロデューサーは、東宝、東映、松竹とも10人前後だが、企画を立て、監督と俳優を押さえ、製作費の工面までの一切をこなす辣腕プロデューサーは数える程で、企画の貧困は、社員プロデューサーの人材不足という見方もある」等と書かれている。1985年12月18日付け『日本経済新聞』の記事に「最近では黄金時代を支えていた大人たちが映画から離れ、ヤング中心のアイドル映画が隆盛である」と書かれており、『キネマ旬報』1986年6月上旬号で同誌編集長・黒井和男が、「今年はアイドル映画が主流となっている他は、特に話題性に富んだ作品がない。アイドル映画は、アイドルについているファンが集まるもので、超人気のアイドルでもない限り、それほど大きな数字にならない。作品そのものがが面白くできていてもアイドル映画というだけで、その層だけのものになってしまう危険をはらんでいて、映画としての話題性は消えてしまうのがアイドル映画の難しいところだろう。チェッカーズ、松田聖子、シブがき隊とアイドル歌手に占領された感じの映画界だが…」などと論じているが、「アイドル映画」が興行的に大成功だったのは1981年から1986年頃までで、それ以降はやや興行的には鈍化した。『週刊平凡』1987年5月14日号には「応援企画 ぐあんばれアイドル映画‼ 『ビー・バップ・ハイスクール』だけじゃあかん！ アイドル映画不調の原因と対策を探る! 」という記事が掲載された。「アイドル映画が定着したのは1983年～1984年頃。たのきん全盛時代あたり。当時人気絶頂の彼らを使えば、絶対に当たるということで作られたのだ。アイドル映画の象徴と言えば、薬師丸ひろ子だが、角川時代のひろ子（&原田知世）は、アイドル映画の頂点を極めたが、少しづつ配収は下降線を辿り、今年（1987年）の正月映画はKYON2主演の『ボクの女に手を出すな』との強力な二本立てだったのにズルッとコケちゃった!?　また去年（1986年）のとんねるずの『そろばんずく』とおニャン子クラブの『おニャン子ザ・ムービー 危機イッパツ!』の二本立ても絶対当たるという前評判を裏切ってズッコケ～。カリスマとミーハーという対極に位置する究極の組み合わせも、既にアイドル映画凋落の予兆だったのだろうか? 最近封切られた国生さゆりの『いとしのエリー』や、菊池桃子の『アイドルを探せ』&三田寛子の『Let's豪徳寺』も前売りの段階から不調だったという。『週刊明星』は1985年、1986年暮れに2年連続で「アイドル映画」の特集を組んだが、1987年にはやらなかった。

### 1990年代
古川為之ヘラルドコーポレーション社長は、1990年1月5日付けの『朝日新聞』で「80年代前半は、アイドル映画など10代向けの作品しかヒットしなかった」と述べている。
『キネマ旬報』1995年10月下旬号では大高宏雄が、「かつて邦画にアイドル映画というジャンルがあった」「今や完全に死語と化している"アイドル映画"」と題し、ここでも、田中絹代や原節子、石原裕次郎、吉永小百合らから遡って解説し、「アイドル映画」を「俳優の人気に過度に依拠する形で成立し、それが過不足なく観客動員に結びついていた時代の産物であった。それを支えたのは、明らかにテレビ・メディアの存在が大きい。テレビが生み出した体臭社会状況が幾多のタレントをアイドルに押し上げ、その中の特に突出した才能者がアイドル映画の中心人物として、邦画のある局面を確実に築き上げていった」等と論じている。大高は「アイドル映画」が減少した原因は、アイドルのカルト化が進み、ファン層が細分化されて、広範囲に大衆性を獲得していくアイドルがいなくなったから」等と論じている。
2003年に『別冊映画秘宝VOL.2 アイドル映画30年史』を出した『映画秘宝』は、1999年12月号 vol.14で「狂ったアイドル映画《19連発》」という特集を組み、「夏休みや冬休みになれば、ボクらの前にやってきていた『アイドル映画』！ パンフも下敷きもカンペンも買って、準備万端で座席に就いたものの劇場を出るときには、アタマを『???』がよぎっていた……。そんなアイドル本人の意向とは裏腹に、監督やスタッフの暴走で狂ってしまった悲しきアイドル映画たちをここで供養しようではないか！！」と、1位『愛の陽炎』から計19本の（狂っていると評価する）『アイドル映画』を紹介している。

### 2000年代
2000年5月2日付けの『日本経済新聞』夕刊が、「深田・藤原が初主演、この夏復活?アイドル映画―関連収入も魅力」という記事を載せ、「アイドル映画という言葉が輝きを失ってから久しい」と書いていることから、1990年代は「アイドル映画」は下火になったものと見られ、その理由として「80年代後半からアイドルという存在そのものが揺らぎ、作品が成立しづらくなったため」と論じている。同記事は「アイドル映画」の復活はあるのかがテーマで、2000年夏に1970年代に一時代を築いたホリプロと1980年に時代を築いた角川映画がタッグを組み、深田恭子主演『死者の学園祭』と、藤原竜也主演『仮面学園』を両社が製作するという内容がメインだが、当時の「アイドル映画」の興行面は、日本国内では不振が続くが、当時、アジアの若者の間に、日本ブームが広がっており、人気アイドルが出演する映画はアジア圏でよく売れていた。また「アイドル映画」はビデオや書籍、広告など総合的なビジネスが見込め当時もまだ強みがあった。この記事で5年前に"アイドル映画は死語"と論じていた大高宏雄は、「大衆向けの大きな構えのアイドル映画を作る時代は終わったが、低予算で、特定のファン層を狙ったアイドル映画は出来る。アイドル映画は日本固有の文化。姿を変えて生き残る」等と論じた。
「アイドル映画」という言葉をタイトルに用いた最初の書籍は、2003年11月に洋泉社から出版された『別冊映画秘宝VOL.2 アイドル映画30年史』で、この書の影響で「アイドル映画」という言葉が定着したものと見られる。
2007年9月3日から13日まで石川県金沢市の金沢21世紀美術館で、「映画の極意 vol.07 少女がつくった時代 80年代、アイドル映画の極意」というタイトルで美術館博物館クラスで初めて「アイドル映画」の特集が組まれた。ゲストは大林宣彦で、上映された12作品はこれを企画した同館プログラムコーディネーター・落合博晃が「アイドル映画の金字塔」と評価する『ねらわれた学園』『セーラー服と機関銃』『探偵物語』『メイン・テーマ』『Wの悲劇』『雪の断章 -情熱-』『恋する女たち』『トットチャンネル』『「さよなら」の女たち』『時をかける少女』『愛情物語』『私をスキーに連れてって』の12本。落合は企画趣旨として「80年代に多感な時期を過ごした人たちがクリエイティブの最前線にいることで、当時の作品や俳優が再注目されている。脇を固める俳優もしっかりしている。ただのアイドルを主演に立てた映画じゃない」と説明した。

### 2010年代～
その後もマスメディアは、それらしい映画が作られると思い出したように「アイドル映画」の特集を組み、2010年に新垣結衣主演・土井裕泰監督で『ハナミズキ』が製作された際、『キネマ旬報』は同作を「アイドル映画」と捉えて「アイドル映画」の考察を行った、映画評論家・森直人は「『ハナミズキ』に見る現代のアイドル映画のかたち」というタイトルで、簡単にアイドル映画の歴史を論じ、「今の日本において、スター映画、あるいはアイドル映画はどのように成立するのか?ーそれは撮影所システムの弱体化と共に始まったアポリア（難問）である。1971年に、五社協定による俳優の映画会社専属制が消滅。そこで崩れたスター・システムを、1970年代後半から1980年代半ばにかけて角川映画という新興勢力が延命させた。しかし角川三人娘が独立すると看板女優の世代交代が巧くいかず失速。1990年代以降、スター映画の輪郭はごく曖昧なものになり、アイドル映画は一種のカルト・ジャンルとして蛸壺化していく現象を見せた。だが最近になって、スター・システムによるアイドル映画が一瞬だけ奇跡的に甦った時期があった。それは2000年代半ば、東宝シンデレラという映画会社主宰の女優オーディション出身の東宝専属女優・長澤まさみがハイティーン期のヒロインを演じた『世界の中心で、愛をさけぶ』『タッチ』『ラフ』『涙そうそう』の4本である。勿論"長澤まさみ現象"は、決してスター・システム全体の復活ではなく、東宝の好調の上に起こった一つの狂い咲きであったのは言うまでもない。しかし一度体験した成功体験を地道に継承していくことは必要である。『涙そうそう』から4年、同様に方法論を踏襲した映画が『ハナミズキ』である。土井裕泰監督が今回、ヒロインに迎えたのが新垣結衣である。元々モデルとして芸能界入りしながらも、2007年以降はスクリーンでも魅力を伝えてきた新しいアイドル女優…」等と論じている。
増當竜也は2014年の『1980年代の映画には僕たちの青春がある』という書で「80年代アイドル映画とは何だったのか」という記事を書き、「80年代アイドル映画が最近注目されているのだという」と話している。
「アイドル映画」という言葉を使用されるケースは増えてはいる。近年で「アイドル映画」が盛んに取り上げられたのは2015年の事で、この年、同時期にももいろクローバーZ主演・本広克行監督『幕が上がる』と、新垣結衣主演・三木孝浩監督の『くちびるに歌を』が公開されたためだった。近年では「アイドル」自体は、憧れたと話す者も増え、またテレビ等でも「アイドル」や「アイドルソング」の特集が増え、「アイドル」の地位は向上しているのかも知れないが、「アイドル映画」の地位が向上しているかと言われれば、微妙なところである。先の『幕が上がる』の監督・本広克行は「アイドル映画だって本気を出せばここまでやれるってことを見せる」と発言し、同作を批評した感想に「ただのアイドル映画ではない」と言う者もいたことから、これは一般の映画より「アイドル映画」は下であるという考えを前提にしての発言であるからである。そう意味では1983年の『プルメリアの伝説』の記者会見で、松田聖子が言った「アイドル映画と呼ばれないようにがんばる」という位置付けと40年経った今日でもあまり変わっていないと言えるのかも知れない。

## アイドル映画を作った人物
「アイドル映画」の名手（監督）と呼ばれる人には、大林宣彦、澤井信一郎、相米慎二、河崎義祐、舛田利雄、西河克己、小谷承靖、森田芳光、大森一樹らがいる。また、多くの「アイドル映画」を製作した角川春樹や、キティ・フィルム社長の多賀英典、ATG社長の佐々木史朗も大きな功績を残した。